# 10cc
10cc je engleski art rock sastav iz Manchestera s korijenima iz Stockporta. Osnovan je 1972. godine. Grupu danas čine Graham Gouldman, Paul Burgess, Rick Fenn, Mike Stevens i Mick Wilson. Najveće su uspjehe postigli 1970-ih. Izvornu postavu sastava činili su glazbenici Graham Gouldman, Eric Stewart, Kevin Godley i Lol Creme. U početku su zajedno djelovali ali nisu formalno osnovali grupu. Tek nakon tri godine skladanja, pisanja i snimanja uzeli su 1972. ime 10cc.
Većim dijelom skladbe sastava stvarala su dva snažna tekstopisačka dvojca, jedan 'komercijalni' i jedan 'artistički'. Oba su ubrizgala oštroumnnost u lirično umješne i glazbeno raznolike pjeseme. Stewart i Gouldman bili su predominantno pisci pop-pjesama i tvorci većine pjesama do kojih se može doći. Suprotnim putem pošli su Godley i Creme koji su bili predominantnoo eksperimentalna polovica 10cc, koja je pokazivala senzibilnost umjetničke škole i kinematski nadahnuto pisanje.

## Diskografija
- 1973.: 10cc
- 1974.: Sheet Music
- 1975.: The Original Soundtrack
- 1976.: How Dare You!
- 1977.: Deceptive Bends
- 1978.: Bloody Tourists
- 1980.: Look Hear?
- 1981.: Ten Out of 10
- 1983.: Windows in the Jungle
- 1992.: …Meanwhile
- 1995.: Mirror Mirror

### Članovi
| Današnji članovi - Graham Gouldman – bas-gitara, vokal (1972. – 1983, 1991. – 1995, 1999–danas.) - Paul Burgess – bubnjevi (1976. – 1983, 1999–danas; touring member – 1973. – 1976.) - Rick Fenn – gitara, vokal (1977. – 1983, 1993. – 1995, 1999–danas.) - Mike Stevens – klavijature, vokal (1999–danas.) - Mick Wilson – gitara, perkusije, vodeći vokal (1999–danas.) | - Eric Stewart – gitara, klavijature, vokal (1972. – 1983, 1991. – 1995.) - Lol Creme – gitara, klavijature, vokal (1972. – 1976, 1991. – 1993.) - Kevin Godley – bubnjevi, vokal (1972. – 1976, 1991. – 1993.) - Stuart Tosh – bubnjevi, vokal (1977. – 1983, 1993. – 1995.) - Tony O'Malley – klavijature, vokal (1977. – 1978.) - Duncan Mackay – klavijature, vokal (1978. – 1981.) - Vic Emerson – klavijature (1981. – 1983.) - Jamie Lane – bubnjevi (1983.) - Steve Piggot – klavijature (1993. – 1995.) - Gary Wallis – bubnjevi (1993. – 1995.) - Geoff Dunn – bubnjevi (1995.) - Alan Park – klavijature (1995.) - Keith Hayman – klavijature, vokal (2006. – 2011.) |

## Vanjske poveznice
- Službene stranice obožavatelja 10cc  Arhivirana inačica izvorne stranice od 11. listopada 2016. (Wayback Machine)
- 10cc - Myspace
- Službene stranice Erica Stewarta
- Stranice Kevina Godleya i Grahama Gouldmana GG/06
- Official Site from Universal Music for 40th Anniversary box set  Arhivirana inačica izvorne stranice od 6. kolovoza 2012. (Wayback Machine)